# 김민종
김민종(1972년 3월 23일 ~ )은 대한민국의 배우, 가수이다.

## 생애
서울에서 김주오(1934~2005,金珠梧)와 김복인(1935~2020.10.24,金馥認)의 2남 2녀 중 막내로 출생하였고 한때 1975년부터 이듬해 1976년까지 경상북도 경주에서 잠시 유년기를 보낸 적이 있는 그는 1976년 이후 서울에서 성장하였으며 1988년 석래명 감독의 영화 《아스팔트 위의 동키호테》의 단역을 통해 영화배우로 첫 데뷔를 하여 1980년대 후반에서 90년대 초반까지 하이틴류 영화에 등장하였다. 1992년에는 정규 솔로 앨범 1집 《또 다른 만남을 위해》를 발매하여 가수로 데뷔하였다. 본인이 부른 오리온 투유 초콜릿 CF송 〈너만을 느끼며〉가 인기를 끌자 같은 해 손지창과 함께 남성 듀오 더 블루를 결성하여 활동하였다.
1991년부터 많은 드라마에서 남자 주인공으로 활약했고, 드라마 OST를 직접 부르기도 했다. 드라마 대표작으로 《느낌》, 《머나먼 나라》, 《미스터Q》, 《웨딩드레스》, 《고스트》, 《사랑하세요?》, 《비밀》, 《수호천사》, 《진주목걸이》, 《신사의 품격》 등이 있다. 영화 《행복은 성적순이 아니잖아요》, 《있잖아요 비밀이예요》, 《귀천도》, 《나비》, 《종려나무 숲》 등에 출연했다.
가수로서는 2장의 더 블루 정규 앨범, 8장의 솔로 정규 앨범 등 총 10장의 앨범 모두를 히트시켰는데 정규 솔로 앨범 1집, 8집을 제외한 모든 앨범의 타이틀곡이 가요 프로그램 1위를 차지했다. 가요 프로그램에서 1위를 차지한 가요로는 〈너만을 느끼며〉(더 블루),〈그대와 함께〉(더 블루),〈친구를 위해〉(더 블루),〈하늘 아래서〉,〈귀천도애〉,〈착한 사랑〉,〈그래도 그대는 나의 영원한 사랑이야〉,〈비원〉,〈순수〉,〈왜〉, 〈아름다운 아픔〉,〈You're My Life〉 등이 대표적이다. 듀엣곡으로는 가수 이소라 3집(슬픔과 분노에 관한)의 수록곡 "우리 다시"와 goodbye로 국내팬들에게 잘 알려진 jessica와 함께 녹음한 "Love You For All Time" 등의 곡이 있으며 본인이 출연한 영화 및 드라마 ost도 다수 불러서 좋은 반응을 얻었다.

## 학력
- 서울대왕초등학교(졸업)
- 수유중학교(졸업)
- 안양영화예술고등학교 연극영화과(졸업)
- 서울예술전문대학 영화과(전문학사)

## 출연작

### 드라마
- 1989년 KBS 《토지》 - 최환국 역
- 1989년 KBS《바람과 구름과 비》 -  청년 왕태자 이척 역
- 1990년 MBC 《우리들의 천국》 - 추동진 역
- 1992년 SBS 《목소리를 낮춰요》 - 이태식 역 (중도하차)
- 1992년 KBS 성탄특집 드라마 《겨울 무지개》 - 상우 역
- 1993년 SBS 청춘 드라마 《열정시대》 - 한창석 역 (중도하차)
- 1994년 KBS 《느낌!》 - 한현 역
- 1994년 MBC 《아들의 여자》 - 강준욱 역
- 1995년 MBC 《아파트》 - 이우진 역
- 1996년 KBS 《머나먼 나라》 - 김한수 역
- 1997년 KBS 《웨딩드레스》 - 장풍도 역
- 1998년 SBS 《미스터Q》 - 이강토 역
- 1999년 SBS 《고스트》- 차달식 역
- 1999년 SBS 《나 어때》교생 선생님 역(카메오)
- 2000년 KBS 《사랑하세요?》 - 박상진 역
- 2000년 MBC 《비밀》 - 조영민 역
- 2001년 SBS 《수호천사》 - 하태웅 역
- 2003년 KBS 《진주 목걸이》 - 김기남 역
- 2004년 SBS 《섬마을 선생님》 - 추호태 역
- 2005년 MBC 《이별에 대처하는 우리의 자세》 - 이서준 역
- 2006년 tvN 《하이에나》 - 김철수 역
- 2008년 MBC 《천하일색 박정금》 - 한경수 역
- 2009년 MBC 《돌아온 일지매》 - 구자명 역
- 2010년 MBC 《신이라 불리운 사나이》 - 황우현 역
- 2010년 SBS 《아테나: 전쟁의 여신》 - 김기수 역
- 2012년 SBS 《신사의 품격》 - 최윤 역
- 2013년 tvN 《응답하라 1994》 - 본인 역(특별출연)
- 2013년 SBS 《너의 목소리가 들려》 - 최윤 변호사 역
- 2013년 KBS 2TV 일일 시트콤 《일말의 순정》 - 김지광 역(특별출연)
- 2014년 SBS 《비밀의 문》 - 나철주 역
- 2015년 SBS 《미세스 캅》 - 박종호 역
- 2016년 SBS 《미세스 캅 2》 - 박종호 역
- 2017년 MBC 《투깝스》 - 조항준 역(특별출연)
- 2018년 KBS 《우리가 만난 기적》 - 김만종 역(특별출연)
- 2019년 SBS 《배가본드》 - 윤한기 역

### 영화
- 1988년 《아스팔트 위의 동키호테》
- 1989년 《내 사랑 동키호테》 - 동석 역
- 1989년 《행복은 성적순이 아니잖아요》 - 손창수 역
- 1990년 《있잖아요 비밀이에요》 - 순철 역
- 1990년 《영심이》 - 문환 역
- 1990년 《단지 그대가 여자라는 이유만으로》 - 최종민 역
- 1991년 《너에게로 또다시》 - 김삼수 역
- 1991년 《하얀 비요일》 - 종민 역
- 1991년 《10대의 반항(Resistance of Teenagers)》 - 강일 역
- 1992년 《가을 여행》 - 종수 역
- 1992년 《마음의 파수꾼》 - 재우 역
- 1993년 《오렌지나라》 - 영빈 역
- 1994년 《커피 카피 코피》 - 특별출연
- 1995년 《개 같은 날의 오후》 - 달수/도둑2 역
- 1995년 《돌아온 영웅 홍길동》 - 홍길동(목소리) 역
- 1996년 《귀천도》 - 우운검 역
- 1997년 《체인지》 - 이호 역
- 1997년 《홀리데이 인 서울》 - 벨보이 역
- 1997년 《3인조》 - 문 역
- 1997년 《오현경의 전설과 반항》 - 상민 역
- 1997년 《마지막 방위》 - 유행철 역
- 1998년 《토요일 오후 2시》 - 윤태 역
- 2001년 《이것이 법이다》 - 표준호 역
- 2002년 《몽중인》 - 특별출연
- 2002년 《패밀리》 - 차성대 역
- 2003년 《나비》 - 윤민재 역(2003년 "베니스 영화제 비평가 주간 초청작")
- 2003년 《낭만자객》 - 요이 역
- 2005년 《종려나무 숲》 - 김인서 역(2005년 "부천국제판타스틱 영화제 폐막작")
- 2011년 《아테나: 더 무비》
- 2016년 《브링 홈: 아버지의 땅》 - 나레이션
- 2017년 《신과함께: 죄와 벌》 - 저승차사 역(우정출연)
- 2018년 《신과함께: 인과 연》 - 저승차사 역(우정출연)
- 2019년 《그대 이름은 장미》 - 라디오DJ(목소리) 역(우정출연)
- 2025년 《피렌체 (영화)》

### 음악
- 1996년 1월 13일 KBS2 《이문세 쇼》- 16회
- 1996년 8월 31일 KBS 《빅쇼》- 83회
- 1996년 9월 21일 KBS2 《이문세 쇼》- 49회
- 1998년 4월 18일 KBS 《이소라의 프로포즈》
- 1998년 7월  4일 KBS 《이소라의 프로포즈》
- 1998년 10월 11일 MBC 《일요예술무대》
- 1998년 김민종 단독 콘서트 (서울 양재동 교육문화회관)
- 1999년 3월 27일 KBS 《이소라의 프로포즈》
- 1999년 SBS 《1999 드림콘서트 - 우리는 하나》(비원, 순수)
- 1999년 SBS 《1999 디지털 콘서트 - 새 천년을 맞이하며》(비원)
- 2000년 4월 15일 KBS 《이소라의 프로포즈》
- 2000년 김민종 콘서트 "연인" (6월 9일~11일 서울 양재동 교육문화회관)
- 2000년 7월 22일 KBS 《이소라의 프로포즈》
- 2000년 SBS 《2000 드림콘서트 - 나의 꿈, 나의 미래》(왜, 아름다운 아픔)
- 2001년 10월 13일 KBS 《이소라의 프로포즈》
- 2001년 10월 20일 KBS 《이소라의 프로포즈》
- 2001년 콘서트 (12월 22일~24일 서울 양재동 교육문화회관)
- 2003년 5월 3일 KBS 《윤도현의 러브레터》(아름다운 아픔, 사랑의 대화)
- 2003년 6월 28일 KBS 《윤도현의 러브레터》(착한 사랑, 바보처럼, Endless Love, 아름다운 아픔)
- 2005년 9월 9일 KBS 《윤도현의 러브레터》(착한 사랑)
- 2005년 10월 12일 SBS 《김윤아의 뮤직웨이브》11회 출연
- 2008년 3월 23일 KBS 《불후의 명곡》김민종편
- 2009년 5월 16일 MBC 《쇼! 음악중심》 (너만을 느끼며)
- 2009년 KBS 《콘서트 7080》(더 블루 - 너만을 느끼며, 그대와 함께, 착한 사랑)
- 2009년 KBS 《열린음악회》(그대안의 블루)
- 2009년 '2009 구공탄 콘서트’ (10월 17 ~ 18일 서울 올림픽공원 올림픽 홀 - 더 블루)
- 2012년 8월 18일 《SM TOWN 라이브 월드투어 콘서트》(잠실종합운동장 올림픽주경기장)
- 2013년 2월 16일 KBS 《불후의 명곡 - 전설을 노래하다 김민종편》
- 2013년 3월 22일 엠넷 《보이스 코리아 2》 - 게스트 (드림팀 서브 코치)
- 2014년 2월 15일 《응답하라 1994 드라마 콘서트》(경희대학교 평화의 전당)
- 2015년 2월 22일 《백투더 나인티스 빅쑈》(올림픽공원 체조경기장)
- 2015년 4월 18일 《루게릭 희망콘서트6 기부ME, HOPE》(국립극장 해오름극장)
- 2016년 6월 19일 SBS 일요일이 좋다 - 판타스틱 듀오 (판듀)
- 2017년 7월 8일 KBS 《불후의 명곡 - 전설을 노래하다 더블루편》
- 2017년 7월 8일 '2017 SM TOWN LIVE WORLD TOUR VI in SEOUL' (상암동 서울월드컵경기장)
- 2022년 3월 3일 Mnet 《엠카운트다운》 (긴 밤)
- 2023년 3월 3일 KBS 《공영방송 50주년 특집 콘서트  ‘당신의 KBS, 우리의 50년'》(그대와 함께, 너만을 느끼며)
- 2025년 4월 5일 KBS 《불후의 명곡 - 전설을 노래하다 700회편 - 7 Legends : The Next Wave 1부 원조 꽃미남 듀오' 더 블루! 》

### 예능
- 1992년 SBS 《자니 윤 이야기쇼》 73회
- 1996년 KBS2 《슈퍼선데이 - 금촌댁네 사람들》
- 1996년 KBS2 《가족오락관》 게스트
- 1997년 KBS1 《TV는 사랑을 싣고》
- 2003년 MBC 《강호동의 천생연분》 26대 킹카
- 2009년 SBS 배기완 최영아 조형기의 좋은 아침
- 2009년 KBS2 《신동엽, 신봉선의 샴페인》
- 2012년 스토리온 《김수로·김민종의 마이퀸》
- 2013년 SBS 《멀티 캐릭터쇼 - 멋진 녀석들》
- 2014년 MBC 《사남일녀》
- 2015년 MBC 《마이 리틀 텔레비전》 - 게스트
- 2015년 JTBC 《나홀로 연애중》
- 2016년 SBS 《판타스틱듀오》
- 2017년 SBS 《미운 우리 새끼》 - 스페셜 MC
- 2017년 KBS2 《신드롬맨》
- 2017년 MBC 《발칙한 동거 - 빈방 있음》 - 게스트 (with 김구라, 유라)
- 2017년 MBC 《미스터리 음악쇼 복면가왕》 - 연예인 판정단
- 2017년 코미디TV 《맛있는 녀석들》(특별출연)
- 2018년 E채널 《산으로 가는 예능 - 정상회담》
- 2019년 KBS2 《아이를 위한 나라는 있다》
- 2020년 KBS2 《전교톱10》(게스트)
- 2022년 엠넷 《너의 목소리가 보여》- 게스트
- 2022년 KBS Joy 이십세기 힛-트쏭 105회차 90년대를 사로잡은 원조 청춘스타 김민종 힛-트송08 (게스트)
- 2022년 채널S 《신과 함께 시즌3》
- 2022년 JTBC 《유명가수전 - 배틀어게인》
- 2022년 KBS2 《살림하는 남자들》
- 2022년 TV조선 《골프왕 3》- 게스트
- 2022년 JTBC 《히든싱어》7 - 3회 원조가수

### 교양
- 2022년 EBS1 《한국의 둘레길》 - 시즌2
- 2022년 TV조선 《식객 허영만의 백반기행》(게스트) - 179회 맛의 부촌! 청담동 밥상

### 라디오
- 1992년 5월 27일 KBS 제2FM 『FM매거진』
- 1992년 6월 3일 KBS 제2FM 『오늘 같은 밤엔』
- 1992년 11월 2일 KBS 제2FM 『밤을 잊은 그대에게』
- 1993년 7월 22일 KBS 제2FM 『가위 바위 보』
- 1993년 8월 4일 SBS AM 『기쁜 우리 젊은 날』
- 1995년 7월 26일 MBC 표준FM 김현철의 디스크쇼
- 1995년 8월 28일 mbc-fm4u 박소현의 FM데이트
- 1995년 11월 9일 mbc-fm4u 박소현의 FM데이트
- 1995년 12월 31일 mbc-fm4u 박소현의 FM데이트
- 1996년 8월 18일 mbc-fm 이문세의 별이 빛나는 밤에
- 1996년 8월 19일 mbc-fm4u 박소현의 FM데이트
- 2002년 4월 1일  mbc-fm 옥주현의 별이 빛나는 밤에
- 2003년  월   일 SBS 파워FM 최화정의 파워타임
- 2007년 9월 10일 KBS 2FM  안재욱 차태현의 Mr.라디오
- 2009년 5월 26일 SBS 파워FM 김창렬의 올드스쿨
- 2009년 6월 12일 KBS2 HAPPY FM 전현무의 프리웨이
- 2009년 6월 13일 KBS Cool FM 서경석의 뮤직쇼
- 2009년 6월 20일 SBS 파워FM 두시탈출 컬투쇼
- 2009년 6월 22일 SBS 파워FM 박소현의 러브게임
- 2013년 12월 14일 MBC 표준 FM 신동의 심심타파
- 2014년 5월 28일 MBC FM4U 써니의 FM데이트
- 2022년 2월 22일 SBS 파워FM 최화정의 파워타임
- 2022년 2월 23일 KBS CoolFM 윤정수 남창희의 미스터 라디오
- 2022년 2월 25일 mbc-fm 김이나의 별이 빛나는 밤에
- 2022년 2월 28일 SBS 파워FM 웬디의 영스트리트
- 2022년 3월 3일 KBS CoolFM 박명수의 라디오쇼
- 2022년 3월 9일 TBS FM DJ SHOW 9595
- 2022년 3월 15일 SBS 파워FM 박소현의 러브게임

### 뮤지컬
- 2013년~2014년 《삼총사》(아라미스 역)
- 2013년~2013년 《보니 앤 클라이드》(벅 역)
- 2016년~2016년 《곤 투모로우》(고종 역)
- 2017년~2017년 《인터뷰》(프로듀서)

### 뮤직비디오
| 연도 | 제목   | 역할                   | 비고 |
| ---- | ------ | ---------------------- | ---- |
| 1997 | K2     | 소유하지 않는 사랑     |      |
| 2001 | 이문세 | 기억이란 사랑보다      |      |
| 2004 | 신승훈 | 두 번 다시 헤어지는 일 |      |
| 2004 | 신승훈 | 그런 날이 오겠죠       |      |

### 광고
- 대한민국 환경부 생활화학제품 캠페인
- 꾸띄르 헤어 원스텝 컬러체인지 블랙 샴푸 (with 손지창, 이연수)
- 한국생활건강 (매그넘 코리아)
- 광동제약 비타500 - 마구 (with 김수로, 수지)
- 만도 풋루스(mando footloose) (with 김수로)
- CJ헬로비전 00747: 국제전화(with 김수로)
- 하늘교육 - 변화된 시대에 꼭 필요한 교육 편 (with 박정숙)
- 삼성 제일모직 엠비오(MVIO)
- SK엔무브 ZIC XQ
- SK플래닛  OK캐쉬백 (with 이경영)
- 동서식품 맥스웰하우스 - 트위스트김 (with  김한섭)
- 동서식품 맥스웰하우스 - 면접 (with  독고성)
- KT ISDNⅡ (with 최지우)
- 에드윈(EDWIN) - 김민종 편
- (주)죠닉코리아 죠닉에어 (with 손지창, 박재훈)
- 금강제화 상품권 (with 우희진)
- 아모레퍼시픽 미래파 (1대)  (지구는 나를 중심으로 돈다)
- 오리온 투유 초콜릿 (4대) (with 고현정, 손지창)
- 오리온 투유 초콜릿 (3대) (아픔, 재회, 회상편)
- 매일유업 피크닉 (with 김영인)
- 삼성시계 카파 롤링스
- 삼성시계 카파 엑스투
- 롯데제과 월드콘
- 롯데제과 타임머신
- 동양고무 월드컵 (쌔니타이즈드 스포츠화 - 내 스타일)

## 수상

### 수상 및 후보
| 연도 | 시상식              | 부문                            | 작품        | 결과 |
| ---- | ------------------- | ------------------------------- | ----------- | ---- |
| 1996 | 제17회 청룡영화상   | 남우주연상                      | 귀천도      | 후보 |
| 1996 | 제17회 청룡영화상   | 인기스타상                      | 귀천도      | 수상 |
| 1996 | KBS 연기대상        | 남자 인기상                     | 머나먼 나라 | 후보 |
| 1997 | 제33회 백상예술대상 | TV부문 남자 최우수연기상        | 머나먼 나라 | 후보 |
| 1998 | SBS 연기대상        | 남자 최우수연기상               | 미스터Q     | 수상 |
| 1998 | SBS 연기대상        | 대상                            | 미스터Q     | 후보 |
| 1999 | 제35회 백상예술대상 | TV부문 남자 최우수연기상        | 미스터Q     | 후보 |
| 2000 | SBS 연기대상        | 빅스타상                        | 고스트      | 수상 |
| 2001 | SBS 연기대상        | 남자 최우수연기상               | 수호천사    | 후보 |
| 2001 | SBS 연기대상        | 드라마스페셜부문 남자 연기상    | 수호천사    | 수상 |
| 2001 | SBS 연기대상        | 10대 스타상                     | 수호천사    | 수상 |
| 2012 | SBS 연기대상        | 주말·연속극부문 남자 특별연기상 | 신사의 품격 | 수상 |
| 2012 | SBS 연기대상        | 베스트 커플상 (with 윤진이)     | 신사의 품격 | 수상 |
| 2015 | SBS 연기대상        | 미니시리즈부문 우수 연기상      | 미세스 캅   | 후보 |

### 가요 수상
- 1992년 뮤직박스 가요대상 남자 신인상
- 1994년 KBS 가요대상 본상
- 1998년 KMTV 가요대전 인기가수상
- 1998년 KBS 가요대상 올해의 가수상
- 1999년 KBS 가요대상 청소년 부문 올해의 가수상
- 2001년 SBS 가요대전 팝발라드 부문상

### 기타 수상
- 1993년 제7회 코리아 베스트드레서 가수부문 상
- 1995년 SBS TV가요20 95 가요결산 베스트드레서상
- 1999년 제10회 포교대상 예술연예포교분야 원력상
- 2016년 한류 봉사상

### 가요 프로그램 1위
| 연도           | 수상 내역(총 41회) - 공중파 40회 / 케이블 1회 |
| -------------- | --- |
| 1993년(총12회) | - 너만을 느끼며 - 1월 8일 MBC 《여러분의인기가요》 1위 - 1월 10일 SBS 《인기가요》 1위 - 1월 15일 MBC 《여러분의인기가요》 1위 - 1월 17일 SBS 《인기가요》 1위 - 1월 22일 MBC 《여러분의인기가요》 1위 - 1월 24일 SBS 《인기가요》 1위 - 1월 29일 MBC 《여러분의인기가요》 1위 - 1월 31일 SBS 《인기가요》 1위 - 2월 5일 MBC 《여러분의인기가요》 1위 (5주 연속) - 2월 7일 SBS 《인기가요》 1위 - 2월 14일 SBS 《인기가요》 1위 (6주 연속) - 하늘 아래서 - 10월 31일 SBS 《스타 서울 스타》 1위 |
| 1994년(총 6회) | - 그대와 함께 - 10월 19일 KBS 《가요톱텐》 1위 - 10월 23일 SBS 《TV가요20》 1위 - 10월 26일 KBS 《가요톱텐》 1위 - 10월 30일 SBS 《TV가요20》 1위 - 11월 2일 KBS 《가요톱텐》 1위 (3주 연속) - 11월 6일 SBS 《TV가요20》 1위 (3주 연속) |
| 1995년(총 3회) | - 친구를 위해 - 10월 1일 SBS 《TV가요20》 1위 - 10월 8일 SBS 《TV가요20》 1위 (2주 연속) - 10월 13일 MBC 《인기가요베스트50》 1위 |
| 1996년(총 8회) | - 귀천도애 - 9월 28일 MBC 《인기가요베스트50》 1위 - 10월 2일 KBS 《가요톱텐》 1위 - 10월 5일 MBC 《인기가요베스트50》 1위 - 10월 9일 KBS 《가요톱텐》 1위 - 10월 12일 MBC 《인기가요베스트50》 1위 (3주 연속, BEST OF BEST) - 10월 13일 SBS 《TV가요20》 1위 - 10월 16일 KBS 《가요톱텐》 1위 - 10월 23일 KBS 《가요톱텐》 1위 (4주 연속) |
| 1998년(총 5회) | - 착한사랑 - 7월 12일 SBS 《인기가요》 1위 - 7월 19일 SBS 《인기가요》 1위 - 7월 21일 KBS 《뮤직뱅크》 MVP - 7월 26일 SBS 《인기가요》 1위 - 8월 2일 SBS 《인기가요》 1위 (4주 연속, 왕중왕) |
| 1999년(총 2회) | - 비원 - 4월 13일 KBS 《뮤직뱅크》 MVP - 4월 25일 SBS 《인기가요》 1위 |
| 2000년(총 3회) | - 왜 - 5월 7일 SBS 《인기가요》 1위 - 5월 14일 SBS 《인기가요》 1위 - 5월 21일 SBS 《인기가요》 1위 (3주 연속, 왕중왕) |
| 2001년(총 2회) | - You're My Life - 11월 25일 SBS 《인기가요》 1위 - 11월 25일 itv 《경인방송》 Hot3 Big10 1위 |

## 앨범

### 정규
1. 1집 사랑 이별이야기(1992년 3월 30일)- 또 다른 만남을 위해, To You
2. 더 블루 1집 - 너만을 느끼며(1992년 12월 24일)- 너만을 느끼며, 나를 위해
3. 2집 하늘 아래서(1993년 5월 20일)- 하늘 아래서, 내가 알고 있는 미소,  나를 찾아서
4. 더 블루 2집 The Blue(1994년 2월 15일)- 친구를 위해, 나의 곁엔 언제나 /  REMASTERED 2023 (1LP) (2023년 6월 28일)
5. 3집 귀천도애(歸天道哀)(1996년 8월 1일)- 歸天道哀(귀천도애), Endless love / REMASTERED 2023 (2LP) (2023년 6월 28일)
6. 4집 愛(1998년 5월 5일)- 착한 사랑, 세상끝에서의 시작, 그래도 그대는 나의 영원한 사랑이야 / REMASTERED 2023 (2LP) (2023년 6월 28일)
7. 5집 因緣(1999년 3월 17일)- 비원, 인연, 순수
8. 6집 왜(2000년 3월 29일)- 왜, 아름다운 아픔, 야우
9. 7집 You're My Life(2001년 9월 25일)- You're My Life, 하얀 그리움
10. 8집 상처받은 사람들을 위해(2003년 6월 10일)- 나를,  바보처럼, 해변의 그대

### 비정규
1. 김민종 라이브 베스트 Dreams Come True(1994년)
2. The Best Of Kim Min Jong(1999년)
3. 김민종 6집 One + One(2000년)
4. 김민종 Best vs. Live Album(2001년)
5. 김민종 The Historic Collections (2003-1999)(2004년)
6. 더 블루-The Blue, The First Memories: 미니앨범(2009년)
7. [Digital Single] 긴 밤(Endless Night) (2022년)

### OST
1. 영화 《하얀 비요일》 OST(1991년) - "또 다른 만남을 위해"
2. SBS 청춘드라마 《열정시대》 OST(1993년) - "내가 알고 있는 미소"
3. KBS 드라마 《'느낌'》 OST(1994년) - "그대와 함께"
4. 영화 《돌아온 영웅 홍길동》 OST(1995년) - "우리에게 내일이" , "꿈을 꾸어요"(with 채시라)
5. KBS 주말드라마 《'사랑하세요?'》  OST(1999년) - "항상 그 자리에"  "기억 속으로"
6. SBS 미니시리즈 《수호천사》 OST(2001년) - "있을게"(난 다를 거야)
7. 영화 《패밀리》 OST(2002년) - "추억애"
8. 영화 《청풍명월》 OST(2003년) - "특별한 허락"
9. 영화 《종려나무 숲》 OST(2005년) - "좋은 사람 만나요" "그대"
10. MBC 주말드라마 《천하일색 박정금》 OST(2008년) - "이별도 사랑이다"
11. SBS 미니시리즈 《신사의 품격》  OST Part 7(2012년) - "아름다운 아픔"

### 기타
1. 제1회 孝 가요제 [omnibus] - 4번 트랙 '아버지사랑'(1992년)
2. 이소라 3집 - "우리 다시"(1998년)
3. 이소라의 프로포즈 1집 [omnibus, live] - 14번 트랙 '같은 하늘 아래'(1999년)
4. Dream Song [omnibus] - 5번 트랙 -'순수'(2000년)
5. 제시카 "Love You For All Time"(2000년)
6. 김현식 추모 10주년 헌정음반 - '언제나 그대 내곁에'(2000년)
7. 영화 '엽기적인 그녀' OST - "같은 맘으로"(2001년)
8. 《수호천사》  [omnibus] - 14번 트랙 - '나를 보내야'(2001년)
9. Zall's Present [omnibus] - 4번 트랙 -'특별한 허락'(2001년)
10. 《인연, 첫번째 인연》- 2번 트랙 - '인연'(2002년)

## 경력
1. 2000년 - 이투비 홍보담당
2. 2008년 11월 - 로터스월드 홍보대사
3. 2009년 6월 - 한국철도공사 홍보대사
4. 2010년 3월 - 블루엠 컴퍼니 대표이사
5. 2010년 11월 - 국제여성가족교류 홍보대사
6. 2012년 5월 - BT&I(비티앤아이여행그룹) 사외이사 선임
7. 2021년 12월 - (주)티켐 상임고문 취임
8. 2023년  2월 - 하늘아래서(우리술상회 - 단감 증류주) 출시
9. 2023년  7월 ~ KC컨텐츠 대표이사
10. 2024년  4월 - 컴인워시 (판교점) - 공동 운영
11. 2024년  9월 - 영차티비 개설 - https://www.youtube.com/@YOUNG_CHATV (영차티비)

## 참고 사항
- 본인이 출연한 MBC 이별에 대처하는 우리의 자세에서 상대 배우들과 호흡을 맞춘[1] 김민종은 김아중이 그 이후 차기작으로 선택한 KBS 1TV 별난여자 별난남자 연출자 이덕건 PD의 전 연출작이었던 KBS 2TV 사라비아 공화국 캐스팅 물망에 한때 거론됐으나 갑작스런 교통사고 때문에[2] 좌절됐다.

## 사건 및 사고
- 1987년 12월, 최재성과 박중훈이 주연인 영화 '아스팔트 위의 동키호테'에 김민종이 단역으로 출연하게 되었다. 이때 선배인 박중훈이 그래도 후배를 아끼는 마음에서 자기 자가용에 시동만 켜 놓고는 김민종에게 그 자가용 안에 앉아서 자가용에 켜 놓은 히터를 쬐고 있으라고 했다. 그런데 문제는 김민종이 감히 대선배 박중훈의 차를 자기 마음대로 몰고 주행하다가 다른 차량과 추돌사고를 낸 것이다. 이때 박중훈은 머리 끝까지 분노했으며 박중훈의 자가용은 고사하고 피해 차량의 수리비만 1987년 당시 기준으로 50만원이 나왔다.

- 1996년, 김민종의 곡 귀천도애가 튜브 'Summer Dream'과 표절 논란이 나자 작곡가 서영진은 2달전에 미국으로 피신해버려서 2년간 가수를 하지 않았다.

- 2023년 9월 1일, 40대 여성의 경차가 주차중에 김민종의 롤스로이스와 접촉 사고가 있었으나, 김민종은 괜찮다고 연락해줘서 감사하다고 말해 해당 여성을 안심 시킨 미담이 화제가 되었다. 롤스로이스 접촉 사고 미담 이후 선처를 받은 주민이 반찬을 잔뜩 주셨다며 감사히 잘 먹었다고 후일담을 밝히기도 하였다.